# Mullens
Mullens – miasto w Stanach Zjednoczonych, w stanie Wirginia Zachodnia, w hrabstwie Wyoming.